# Carex raynoldsii
Carex raynoldsii är en halvgräsart som beskrevs av Chester Dewey. Carex raynoldsii ingår i släktet starrar, och familjen halvgräs. Inga underarter finns listade i Catalogue of Life.

## Bildgalleri

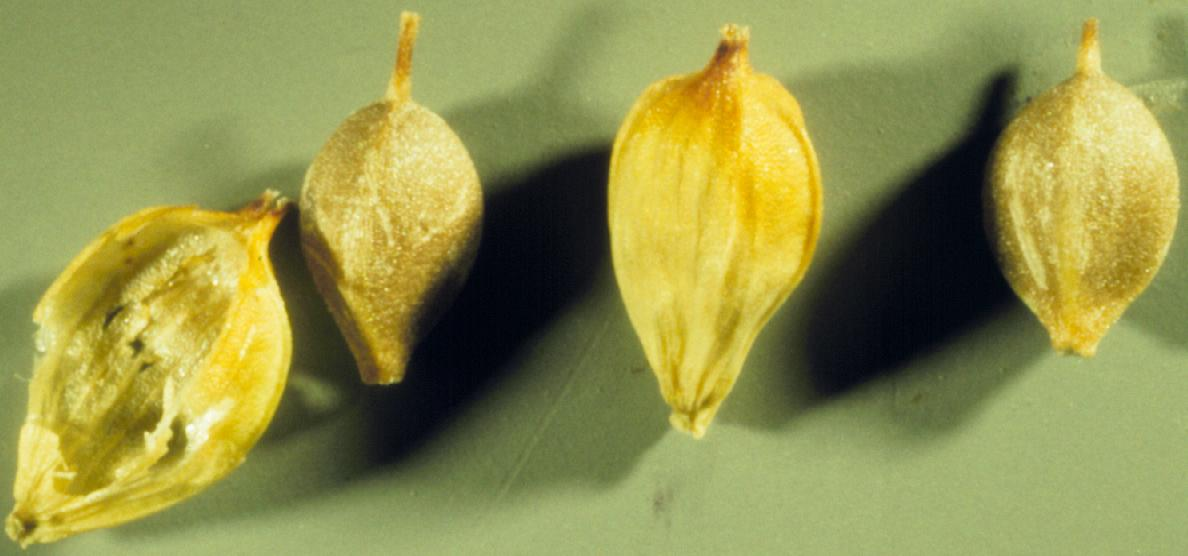
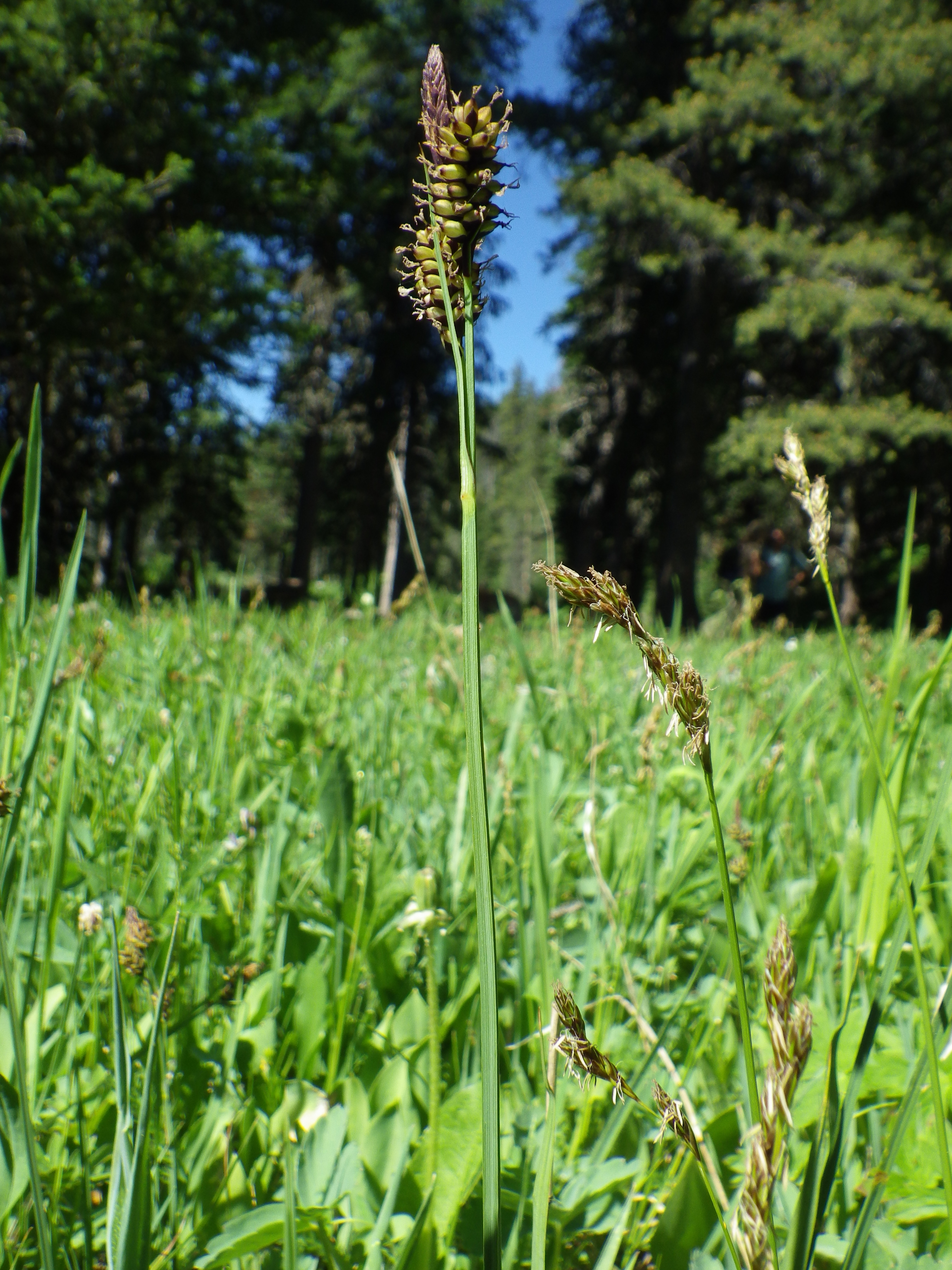
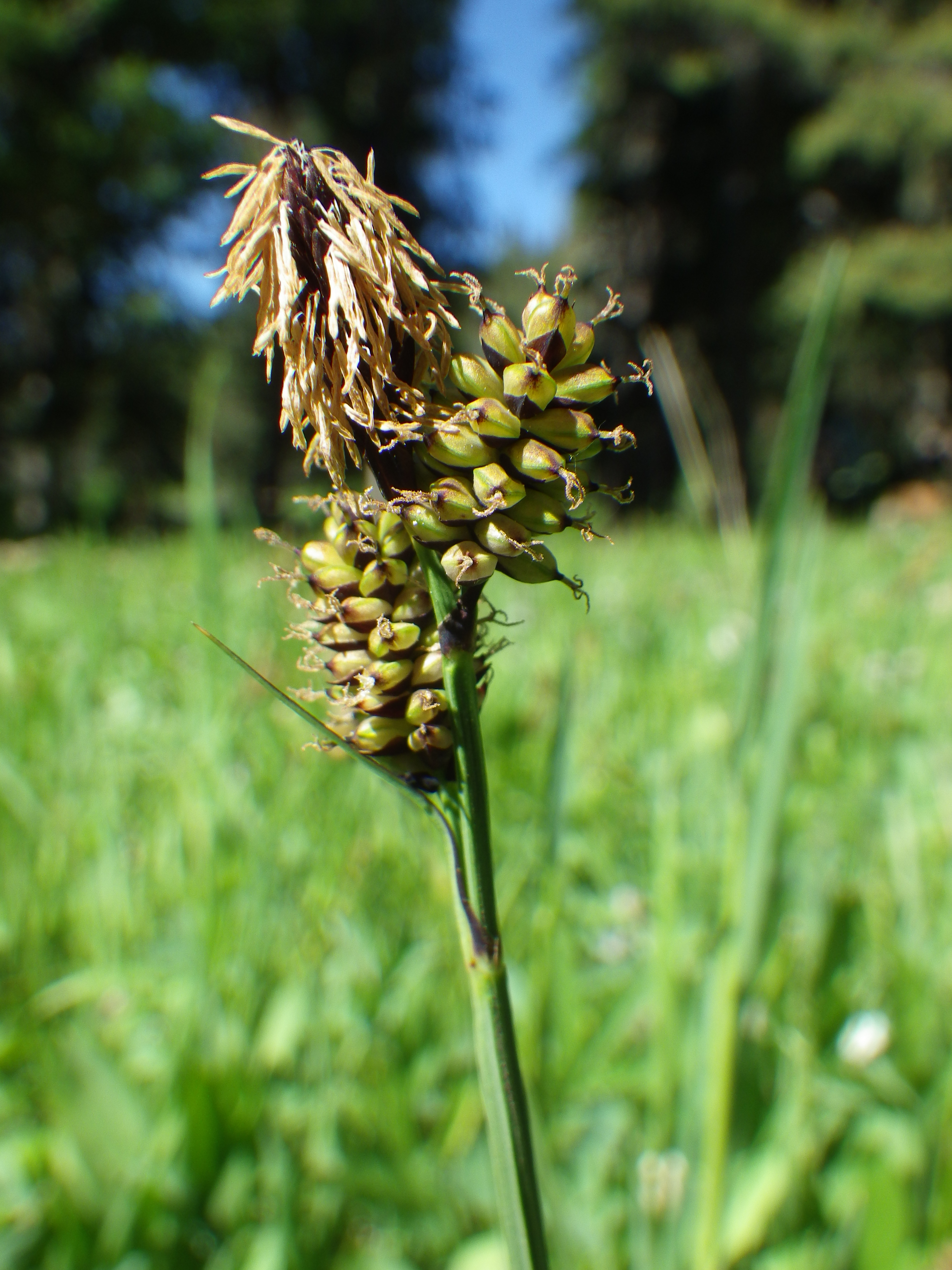
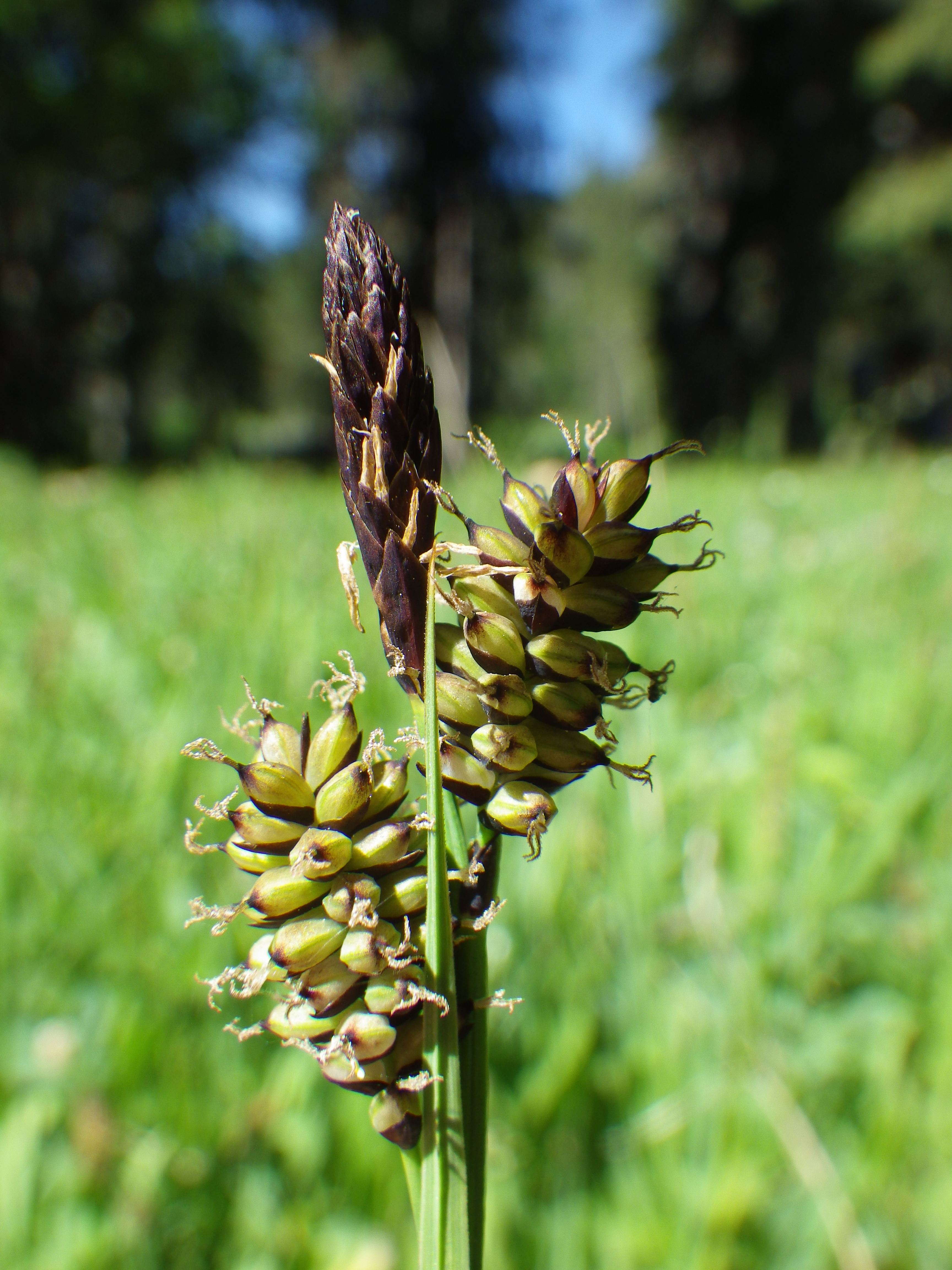